# بايكتوسان (صاروخ)
تايبودونج 1 ويعنى «المدفع الكبير» هو صاروخ مُستَعرِض لتكنولوجيا الثلاث مراحل الدافعة للصواريخ البالستية الوسيطة المدى تم تطويره بواسطة كوريا الشمالية. وقد اشتق هذا الصاروخ أصلاً من الصاروخ سكود، وتم اختباره مرة واحدة كمركبة للإطلاق الفضائي.

## نبذة تاريخية
في 31 أغسطس 1998، أعلن الكوريون الشماليون أنهم استخدموا هذه الصواريخ لإطلاق أول قمر صناعي لهم كوانجميونجسونج-1 ويعنى «النجم الساطع» من منصة اطلاق في شبه جزيرة موسودان ري. ومع ذلك، فشل القمر الصناعي في بلوغ مداره؛ المراقبون الخارجيون يظنون أن المرحلة الثالثة الإضافية إما أن تكون قد فشلت في الاشتعال أو تعطلت، وقد تعارض هذا مع التصريحات الرسمية في وسائل الاعلام الرسمية الكورية الشمالية، التي نصت على أن القمر الصناعي بلغ المدار بعد حوالي 5 دقائق من الإطلاق. في هذه الانطلاقة الواحدة، شقت مرحلتي التعزيز الرئيسيتان للصاروخ مسافة تقدر بحوالى 1,646 كم بدون أي مشاكل خطيرة.
وفقاً لتحليل مركبة الإطلاق في مرحلة ما بعد الإطلاق، فقد سقط الحطام من المرحلة الثالثة بعيداً حتى حوالى 4,000 كيلو متراً من منصة الإطلاق. ويعتقد بعض المحللين أن الشكل الجديد للمعزز الفضائي ثلاثى المراحل الخاص بالصاروخ تايبودونج 1 يمكن أن يكون قادراً على السفر حتى حوالى 5,900 كيلومتر بحمولة صغيرة جداً.
وفي عام 2003 قدمت وكالة استخبارات الدفاع الأمريكية تقرير إلى الكونغرس يفيد بأنه «ليس لدينا معلومات تشير إلى أن بيونغ يانغ تعتزم نشر تايبودونج 1 (TD-1) على أنها صواريخ أرض-أرض في كوريا الشمالية، ولكننا نعتقد بدلاً من ذلك أن المركبة كانت اختباراً تمهيدياً لتكنولوجيا الصواريخ متعددة المراحل.» في عام 2009 قام مركز الاستخبارات الوطني للطيران والفضاء الأمريكي بتقييم تايبودونج 1 على أنه كان مُستَعرِض للتكنولوجيا، وهي خطوة تكنولوجية نحو تطوير صواريخ بعيدة المدى.

## الوصف
- دفع الإقلاع: 525.25 كيلو نيوتن
- الوزن الكلي: 33 406 كجم
- القطر: 1.80 م
- الطول: 25.80 م

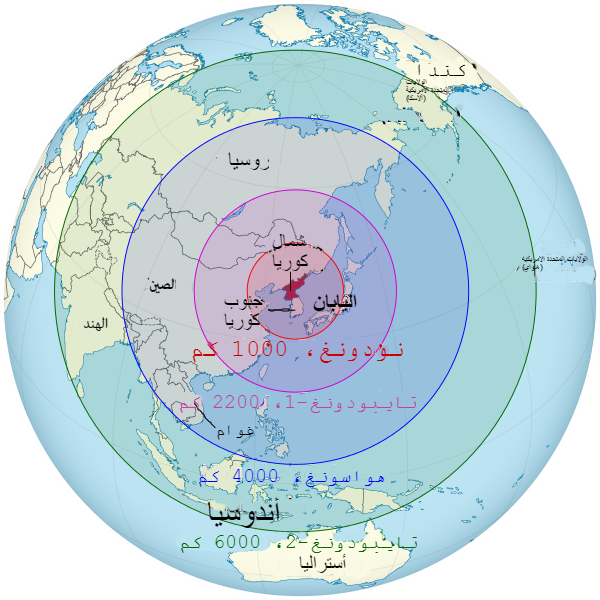
المدى الأقصى المقدر لبعض صواريخ كوريا الشمالية

- المدى بحمولة تساوى 1,500 كجم: 2,000 كم
- المدى بحمولة تساوى 1,000 كجم: 2,500 كم
- المدى بحمولة تساوى 50 كجم ومرحلة ثالثة: 6,000 كم[7]

المرحلة الأولى للصاروخ هي رودونج-1 (MRBM)، والمرحلة الثانية هي هواسونغ-6 وهو صاروخ باليستي قصير المدى.